# Antônio Carlos Nogueira Cabral
Antônio Carlos Nogueira Cabral (São Paulo, 14 de outubro de 1948 — Rio de Janeiro, 12 de abril de 1972) foi um aluno da Faculdade de Medicina, da Universidade de São Paulo (USP) e um militante da Ação Libertadora Nacional (ALN). Foi morto em uma emboscada feita por militares por lutar contra a ditadura militar O caso foi investigado pela Comissão Nacional da Verdade em 2013. Na mesma circunstância, o caso de Gelson Reicher também foi investigado, porque a dupla atuou junto contra a ditadura militar, ambos foram torturados e mortos.

## Biografia
Antônio Carlos Nogueira Cabral nasceu no dia 14 de outubro de 1948 em São Paulo. Filho de Cezário Nogueira Cabral e Maria Tereza Nogueira Cabral. Ele frequentou medicina na Faculdade de Medicina da USP. Antônio era bem envolvido nas atividades da faculdade, além de ser jogador de rugby, o jovem também foi presidente do Centro Acadêmico Osvaldo Cruz (CAOC) em 1970. Ainda, gostava muito de cultura e participou do Show Medicina em algumas encenações teatrais. Além disso, também esteve na montagem dirigida por Alberto D'versa da peça teatral inspirada na obra do poeta Rafael Alberti, Noite de Guerra no Museu do Prado, que narra a história heroica de resistência dos republicanos espanhóis frente ao ataque final das forças fascistas, em 1939.
Em 12 de abril de 1972 foi morto em uma emboscada feita por militares que alegam que Antônio Carlos não aceitou a ordem de prisão. A partir do exame do Instituto Médico Legal (IML) concluiu-se que o jovem foi torturado antes de ser morto. O corpo foi entregue a família em um caixão lacrado e enterrado em um cemitério de São Paulo. O enterro contou com a presença ostensiva de agentes da repressão.

### Ação Libertadora Nacional
A Ação Libertadora Nacional foi um movimento ligado a luta interna travada no Partido Comunista Brasileiro. No final de 1968, Carlos Marighella define os princípios da ALN. Mais tarde, o movimento ficou conhecido por ser revolucionário e um dos principais de luta armada do Brasil durante o período da ditadura militar brasileira. Devido ao envolvimento de Antônio Carlos com a ALN, o rapaz foi condenado a três anos de prisão de reclusão e a suspensão dos direitos políticos por dez anos. Segundo o relato dos militares, o jovem se recusou a ir para a prisão, e por isso foi baleado.

## Circunstâncias de morte
A versão oficial contida a partir do exame cadavérico alega que Antônio Carlos Nogueira Cabral morreu por aparelho subversivo ao reagir à bala. Inicialmente, a Polícia Militar teria prendido o jovem no bairro de Ramos, no Rio de Janeiro. Ele foi levado ao Destacamento de Operações de Informações - Centro de Operações de Defesa Interna do Rio de Janeiro (DOI-CODI/RJ) e reconhecido como militante político. Durante o interrogatório do jovem, foi descoberto que ele iria se encontrar com outro militante no bairro de São Cristóvão. A equipe do DOI-CODI acompanhou Antônio até o encontro e ele teria tentado escapar. Mais tarde, o Departamento de Ordem Política e Social (DOPS) avisou a equipe do DOI-CODI que o "aparelho" tinha "estourado" na rua Zizi, no bairro Lins de Vasconcelos, zona norte do Rio de Janeiro, mas não havia uma pessoa no local. Com essa informação o comandante do DOI-CODI enviou a equipe de agentes que teria permitido a fuga de Antônio para o local e lá armaram uma emboscada para o jovem. Por volta das duas horas da madrugada, três pessoas foram surpreendidas pelos agentes da repressão com a conversa de que eles teriam reagido à ordem de prisão e foi então que aconteceu um confronto armado. Em meio a disputa, Antônio foi atingido letalmente no dia 12 de abril de 1972.
A notícia sobre a morte do estudante só foi veiculada no dia 18 de abril do mesmo ano. Os dois jornais que deram notícia divergem no horário da morte. Enquanto a Folha da Tarde informa o tiroteio às duas horas e vinte minutos da madrugada, o Jornal do Brasil afirma que o ocorrido aconteceu às 22 horas do dia 11 de abril.
Os relatórios da Marinha e da Aeronáutica só foram oficializados em 1993 e enviados para o Ministério da Justiça. Nesses documentos, Antônio Carlos Nogueira Cabral teria morrido no dia 12 de abril de 1972 às cinco horas da madrugada por reagir à ordem de prisão. Os documentos do exame cadavérico reafirmam a versão oficial. O atestado de óbito também informa que o jovem morreu às cinco horas e 25 minutos do dia 12 de abril. A autópsia é assinada pelos legistas Olympio Pereira da Silva e Jorge Nunes Amorim e relatam que as balas atravessaram regiões vitais, foram duas no pescoço e três na região do coração. E, atesta "ferimentos penetrantes e transfixantes do tórax e abdômen, com lesões do pulmão direito, coração e fígado – hemorragia interna”.
O exame do IML no laudo cadavérico afirma que tinha feridas contusas e equimoses no corpo do jovem, isto é, possivelmente ele foi submetido à tortura antes de ser morto. O corpo dele foi encaminhado ao IML no dia 12 de abril como "pessoa ignorada". A irmã de Antônio Carlos, Maria Elizabeth Nanni, foi a responsável por reconhecer o corpo do irmão no dia 18 de abril de 1972. No dia seguinte, em um caixão lacrado o corpo de Antônio foi entregue à família e com ordens expressas para não ser aberto sob nenhuma circunstância. O enterro de Antônio Carlos aconteceu em um cemitério de São Paulo e contou com a presença de agentes policiais.

## Investigação
O caso de Antônio Carlos Nogueira Cabral foi investigado pela Comissão Nacional da Verdade do estado de São Paulo na 59.ª audiência pública no dia 31 de julho de 2013. Na mesma ocasião, o caso de Gelson Reicher também foi investigado. Os dois eram amigos, lutaram juntos na ANL e lideraram o Centro Acadêmico Osvaldo Cruz, enquanto Antônio Carlos era o presidente, Gelson era o diretor.
Ao final da audiência, concluiu-se que Antônio Carlos foi morto sob tortura em dependência policial, tendo sido reconhecido por meio da Lei 9.140/95.

## Homenagens
Em 9 de novembro de 2007, a partir de uma iniciativa da Secretaria de Direitos Humanos da Presidência da República e em parceria com o Centro Acadêmico Oswaldo Cruz da Faculdade de Medicina da USP, um memorial com fotos e textos foi organizado na sede do centro acadêmico, em homenagem a Antônio Carlos Nogueira Cabral e Gelson Reicher.